# Équipe de Hongrie féminine de volley-ball
L'équipe de Hongrie féminine de volley-ball est composée des meilleures joueuses hongroises sélectionnées par la Fédération hongroise de volley-ball (Magyar Röplabda Szövetség, FMRS). Elle est actuellement classée au 40e rang de la Fédération internationale de volley-ball au 10 juillet 2022.

## Sélection actuelle
Sélection pour les qualifications aux Championnats d'Europe 2011.
Entraîneur : Mihály Farkas  ; entraîneur-adjoint : Gábor Deme 

## Palmarès
- Championnat d'Europe
  - Finaliste : 1975
  - 3e : 1977, 1981, 1983

## Parcours

### Jeux Olympiques
| - 1964 : Non qualifié - 1968 : Non qualifié - 1972 : 5e - 1976 : 4e - 1980 : 4e - 1984 : Non participant - 1988 : Non qualifié - 1992 : Non qualifié - 1996 : Non qualifié - 2000 : Non qualifié | - 2004 : Non qualifié - 2008 : Non qualifié - 2012 : Non qualifié |

### Championnats du monde
| - 1952 : 6e - 1956 : Non participant - 1960 : Non participant - 1962 : 11e - 1967 : Non participant - 1970 : 4e - 1974 : 6e - 1978 : 13e - 1982 : 10e - 1986 : Non qualifié | - 1990 : Non qualifié - 1994 : Non qualifié - 1998 : Non qualifié - 2002 : Non qualifié - 2006 : Non qualifié - 2010 : Non qualifié |

### Championnats d'Europe
| - 1949 : 6e - 1950 : 6e - 1951 : Non participant - 1955 : 6e - 1958 : 6e - 1963 : 7e - 1967 : 5e - 1971 : 5e - 1975 : Finaliste - 1977 : 3e | - 1979 : 4e - 1981 : 3e - 1983 : 3e - 1985 : 9e - 1987 : 10e - 1989 : Non qualifié - 1991 : Non qualifié - 1993 : Non qualifié - 1995 : Non qualifié - 1997 : Non qualifié | - 1999 : Non qualifié - 2001 : Non qualifié - 2003 : Non qualifié - 2005 : Non qualifié - 2007 : Non qualifié - 2009 : Non qualifié - 2011 : Non qualifié |

### Coupe du monde
| - 1973 : Non participant - 1977 : 6e - 1981 : Non participant - 1985 : Non participant - 1989 : Non participant - 1991 : Non participant - 1995 : Non participant - 1999 : Non participant - 2003 : Non participant - 2007 : Non participant | - 2011 : Non participant |

### Ligue européenne
| - 2009 : Non participant - 2010 : Non participant - 2011 : 9e - 2012 : 12e - 2013 : 7e |